# Ron Lagomarsino
Ron Lagomarsino est un réalisateur américain.

## Filmographie
- 1968 : On ne vit qu'une fois ("One Life to Live") (série télévisée)
- 1987 : Flic à tout faire ("Hooperman") (série télévisée)
- 1989 : Dinner at Eight (TV)
- 1991 : Saturday's (TV)
- 1991 : Eddie Dodd (pilote série télévisée)
- 1991 : Homefront (Monaco) ("Homefront") (série télévisée)
- 1992 : Un drôle de shérif ("Picket Fences") (série télévisée)
- 1994 : The Counterfeit Contessa (TV)
- 1995 : Courthouse (en) (série télévisée)
- 1996 : Ma fille, ma rivale (Sweet Temptation) (TV)
- 1999 : Le Cœur à l'écoute (Blue Moon) (TV)
- 1999 : Coup de foudre postal (Sealed with a Kiss) (TV)
- 2000 : Running Mates (TV)
- 2001 : The Way She Moves (TV)
- 2002 : Désordre affectif (My Sister's Keeper) (TV)
- 2003 : The One (TV)
- 2003 : The Brotherhood of Poland, New Hampshire (série télévisée)
- 2003 : Le Monde de Joan (Joan of Arcadia) (série télévisée)
- 2004 : Pop Rocks (TV)
- 2004 : La maison des trahisons (The Madam's Family: The Truth About the Canal Street Brothel) (TV)